# Journal of Database Management
Journal of Database Management is een internationaal, aan collegiale toetsing onderworpen wetenschappelijk tijdschrift op het gebied van de informatiesystemen en software engineering. De naam wordt in literatuurverwijzingen meestal afgekort tot J. Database Manag. Het wordt uitgegeven door Idea Group Inc.